# Thyonella sabanillaensis
Thyonella sabanillaensis är en sjögurkeart. Thyonella sabanillaensis ingår i släktet Thyonella och familjen korvsjögurkor. Inga underarter finns listade i Catalogue of Life.